# Tacoma Link
La Tacoma Link es una línea del Tren Ligero de Seattle, consiste en 6 estaciones. La línea inicia en la estación Tacoma Dome en el centro de Seattle a la estación South 9th Street / Theater District en SeaTac. La línea inició sus operaciones el 22 de agosto de 2003.